# Rebollar (Cáceres)
Rebollar (en estremeñu Rebollal) es un municipio español de la provincia de Cáceres, Extremadura, situado en el valle del Jerte al norte de la Comunidad Autónoma. Perteneció al municipio de Valdastillas hasta los años 1920.
Tiene doce km² de extensión y se encuentra a una altitud de 622 m s. n. m.

## Historia
En su término municipal se han encontrado numerosos restos prehistóricos como puntas de lanza, utensilios de moler y también tumbas, por lo que se supone que la zona estuvo habitada desde muy antiguo. Se tiene constancia de la existencia en el término municipal de un verraco vetón, hoy en día desaparecido.
Rebollar, junto con Valdastillas formó parte de la extinta Campana de Ojalvo, que fue su aldea matriz y que desapareció durante el siglo XVIII. A pesar de ser el pueblo más pequeño del Valle del Jerte, su plaza tiene la máxima extensión de todos ellos.
Sus visitantes buscan las impresionantes vistas de sus calles angostas y su arquitectura popular, asombran las llamadas Casas del Canchal donde casas de piedra se alzan sobre grandes piedras de granito. La tradición dice que los forasteros del pueblo deben calzar el cancho (piedra grande) para tener una buena acogida. Si no, son arrojados al pilón.

## Demografía
Rebollar cuenta con una población de 196 habitantes (INE 2024).
| Gráfica de evolución demográfica de Rebollar entre 1930 y 2021 |
| |
| Población de derecho según los censos de población del INE Población de hecho según los censos de población del INEEntre el censo de 1930 y el anterior, aparece este municipio porque se segrega del municipio Valdastillas. |

## Patrimonio
Iglesia parroquial católica de Santa Catalina de Alejandría Virgen y Mártir, en la archidiócesis de Mérida-Badajoz, diócesis de Plasencia, arciprestazgo de Cabezuela del Valle.

## Festividades
- El Cerezo en Flor, marzo
- Santa Teresa,24 de agosto
- Santa Catalina,25 de noviembre